# Puccinia daniloi
Puccinia daniloi ist eine Ständerpilzart aus der Ordnung der Rostpilze (Pucciniales). Der Pilz ist ein Endoparasit des Süßgrases Erianthus hostii. Symptome des Befalls durch die Art sind Rostflecken und Pusteln auf den Blattoberflächen der Wirtspflanzen. Sie kommt in Südosteuropa vor.

## Merkmale

### Makroskopische Merkmale
Puccinia daniloi ist mit bloßem Auge nur anhand der auf der Oberfläche des Wirtes hervortretenden Sporenlager zu erkennen. Sie wachsen in Nestern, die als gelbliche bis braune Flecken und Pusteln auf den Blattoberflächen erscheinen.

### Mikroskopische Merkmale
Das Myzel von Puccinia daniloi wächst wie bei allen Puccinia-Arten interzellulär und bildet Saugfäden, die in das Speichergewebe des Wirtes wachsen. Aecien oder Spermogonien der Art sind nicht bekannt. Die gelblichen Uredien des Pilzes wachsen unterseitig auf den Wirtsblättern. Sie erreichen eine Länge von 1 mm, können aber auch zu bis zu 3 mm langen Konglomeraten verschmelzen. Ihre goldenen bis zimtbraunen Uredosporen sind 25–30 × 19–25 µm groß, kugelig bis oval und fein warzig. Die blattunterseitig wachsenden Telien der Art sind schwarzbraun, pulverig und früh offenliegend. Die kastanienbraunen Teliosporen sind zweizellig, keulenförmig bis langellipsoid und 36–50 × 20–24 µm groß. Ihre Stiele sind farblos bis gelblich und bis zu 80 µm lang.

## Verbreitung
Das bekannte Verbreitungsgebiet von Puccinia daniloi umfasst das Gebiet des ehemaligen Jugoslawiens.

## Ökologie
Die Wirtspflanze von Puccinia daniloi ist Spodiopogon pogonatherus. Der Pilz ernährt sich von den im Speichergewebe der Pflanzen vorhandenen Nährstoffen, seine Sporenlager brechen später durch die Blattoberfläche und setzen Sporen frei. Die Art verfügt über einen Entwicklungszyklus, von dem bislang lediglich Telien und Uredien sowie deren Wirt bekannt sind; Spermogonien und Aecien konnten dem Pilz nicht zugeordnet werden.